# Référendum constitutionnel kazakh de 2022
Le référendum constitutionnel kazakh de 2022 a lieu le 5 juin 2022 afin de permettre à la population du Kazakhstan de se prononcer sur une révision constitutionnelle visant principalement à réduire les pouvoirs du président de la République, dans le contexte de manifestations de grande ampleur ayant secoué le pays six mois plus tôt.
Pour être approuvée, le texte doit réunir la majorité absolue du total des votants au niveau national ainsi que dans au moins deux tiers des 17 provinces et villes autonomes du pays, couplée à un taux de participation d'au moins 50 %.
Ayant réuni ces trois conditions, la révision constitutionnelle est adoptée et entre en vigueur le 8 juin.

## Contexte

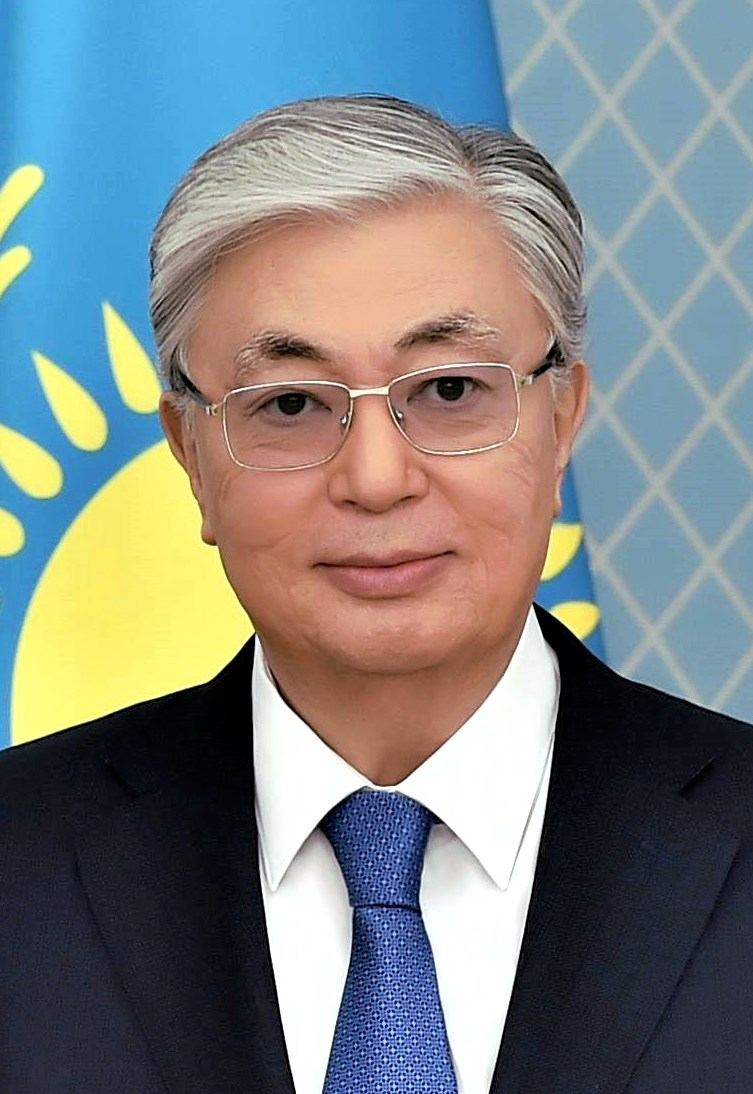
Portrait officiel de Kassym-Jomart Tokaïev.

Le Kazakhstan connait plusieurs jours de révolte populaire du 2 au 11 janvier 2022. Dans un contexte de mécontentement envers le gouvernement du président Kassym-Jomart Tokaïev et de très fortes inégalités de revenu, une brusque augmentation du prix du gaz et du carburant provoquée par la fin du contrôle des prix déclenche des manifestations spontanées qui se transforment rapidement en révolte,,.
Élu en juin 2019 après le retrait du président Noursoultan Nazarbaïev, Kassym-Jomart Tokaïev reste dans l'ombre de son prédécesseur, qui conserve plusieurs fonctions-clés dont celle de président du conseil de sécurité. L'élection présidentielle de 2019, non libre en raison de la répression de toute véritable opposition, est à l'époque déjà suivie d'importantes manifestations, rapidement étouffées,.

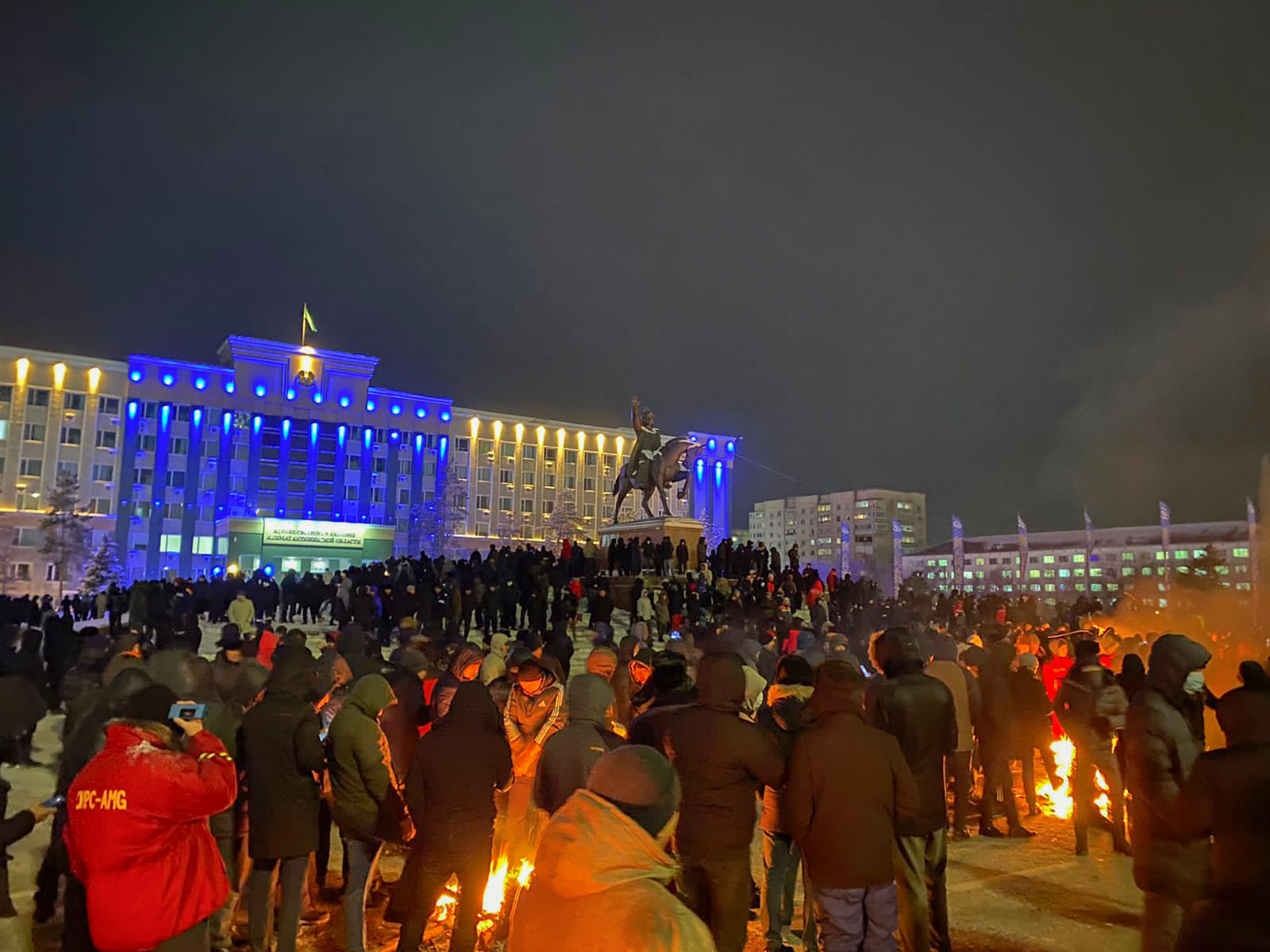
Rassemblement à Aktioubé le 4 janvier 2022.

L'ampleur des violentes manifestations de janvier 2022 amène Tokaïev à déclarer l'état d'urgence dans plusieurs régions le 5 janvier, suivi de la démission du gouvernement du Premier ministre Askar Mamine, tandis que Noursoultan Nazarbaïev est évincé de la présidence du conseil de sécurité,. Après avoir rapidement étendu l'état d'urgence à tout le pays, le président kazakh autorise la police et l'armée à tirer à vue sans sommation afin de « détruire » les manifestants qu'il qualifie de « bandits » et de « terroristes », avant de faire appel dans la nuit à l'Organisation du traité de sécurité collective (OTSC), une organisation politico-militaire dominée par la Russie,,. En réponse, l'OTSC déploie des troupes de maintien de la paix dans la capitale Nour-Soultan puis dans les principales villes du pays dont notamment l'ancienne capitale Almaty, conduisant à un écrasement de la révolte qui prend fin le 11 janvier suivant,. L'intervention militaire extérieure s'achève avec le retrait des troupes de l'OTSC du 13 au 19 janvier.

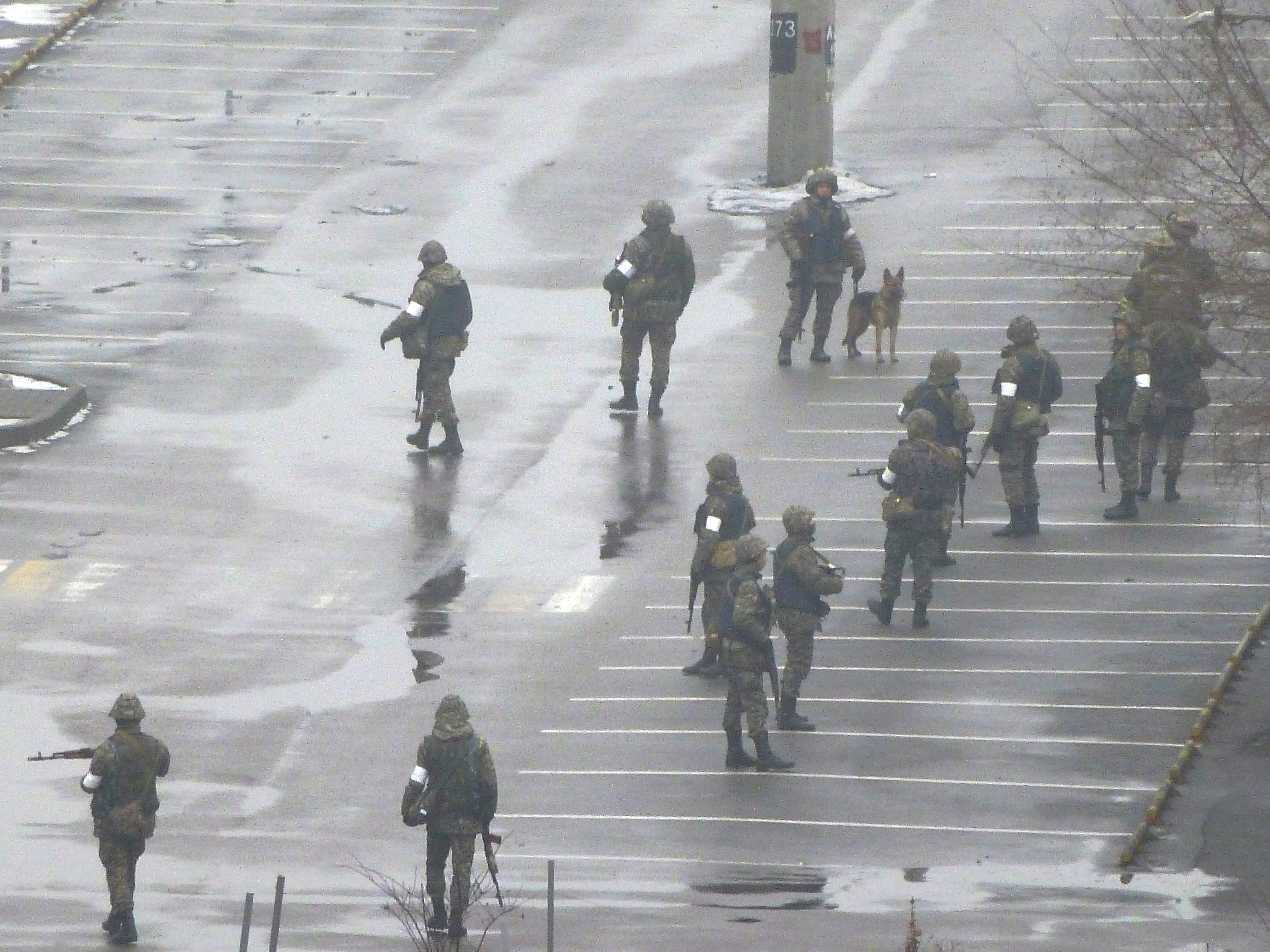
Forces militaires à Almaty le 8 janvier.

Les évènements de janvier, qualifiés par le président Tokaïev de tentative de coup d'État, sont rapidement suivis de nombreuses promesses de changement. Le président kazakh annonce ainsi le rétablissement pour six mois du contrôle des prix, le remplacement d'Askar Mamine par Alikhan Smaïlov et le renvoi du ministre de l'intérieur Murat Bektanov,. Surtout, Tokaïev promet de vastes réformes institutionnelles et économiques, se servant de Noursoultan Nazarbaïev et de ses associés comme de boucs émissaires pour dévier les critiques de la population,.
Une réforme constitutionnelle est déposée le 22 avril suivant au Conseil constitutionnel. Portant sur un total de 56 modifications de 33 articles, la révision est soumise à un référendum constitutionnel par le président de la République, qui dispose du pouvoir de convoquer un tel scrutin à sa discrétion en vertu de l'article 44 de la Constitution de 1995,. Tokaïev décide néanmoins le 29 avril de solliciter l'avis des deux chambres du Parlement, toutes deux dominées par le parti présidentiel, l'Amanat. La chambre basse, le Majilis, vote la révision par 98 voix pour et 0 contre le 4 mai. Sur recommandation de la chambre haute, le Sénat, le texte est néanmoins modifié puis revoté le lendemain par 96 voix pour et 0 contre afin de conserver les protections accordées aux anciens présidents de la République, dont Noursoultan Nazarbaïev. Le jour même, le Conseil constitutionnel donne son accord, suivi de la convocation par Tokaïev du référendum pour le 5 juin 2022.

## Contenu

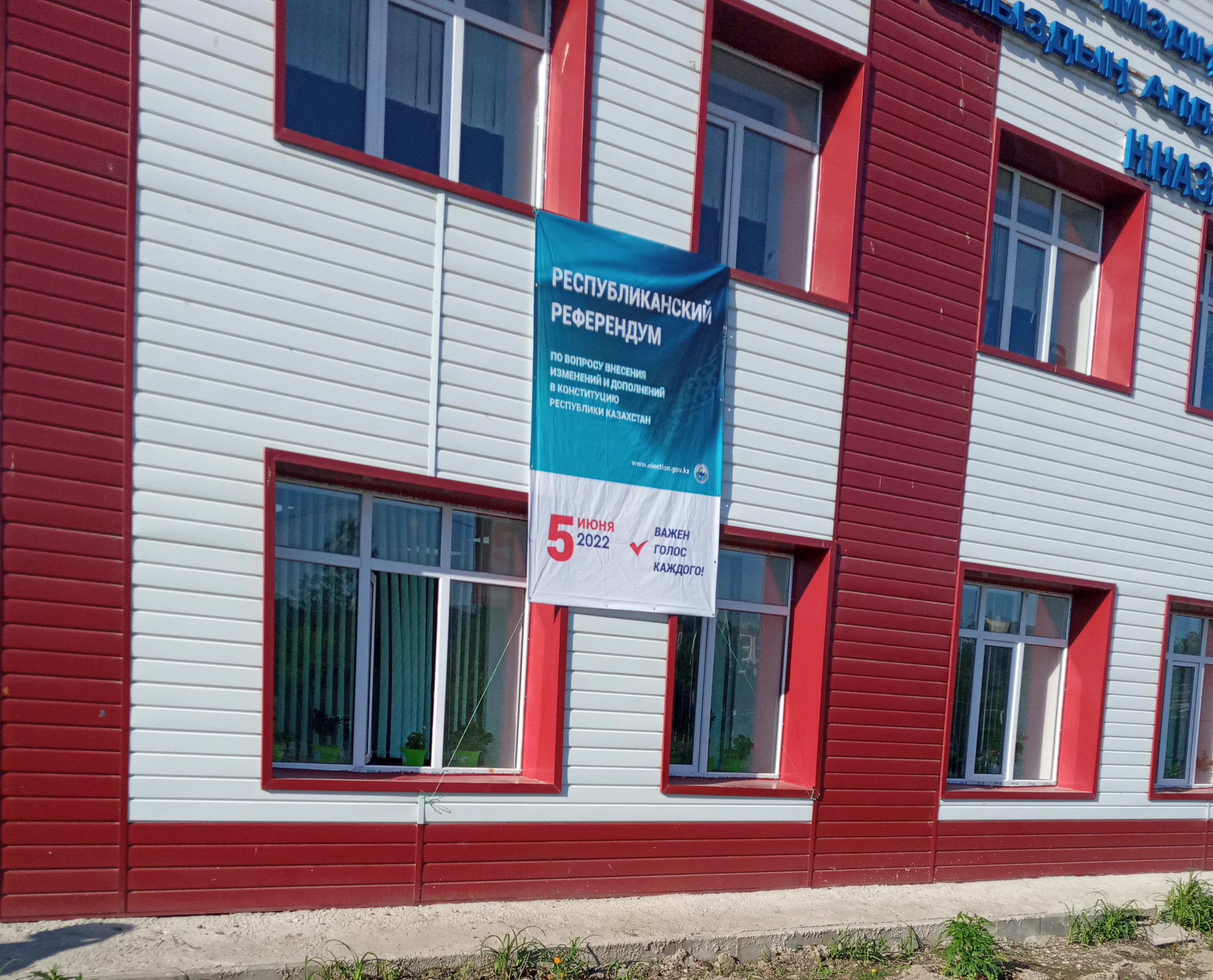
Affiche promouvant le référendum à Kulan.

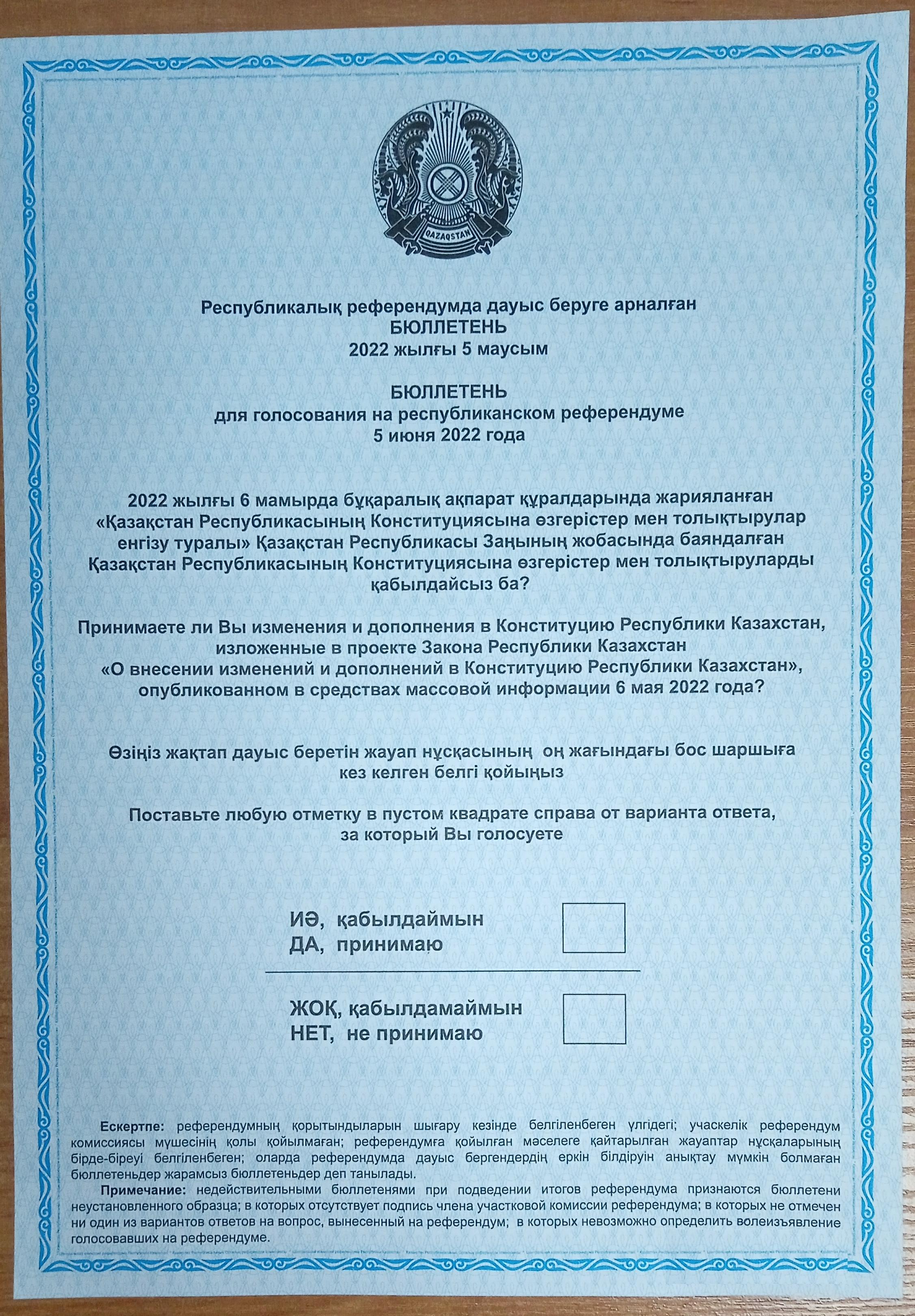
Bulletin de vote utilisé.

La révision de la Constitution porte sur plusieurs domaines dont principalement la réduction des pouvoirs du président de la République.
Le président ne peut ainsi plus annuler les décisions des collectivités territoriales régionales et municipales, ni appartenir à un parti politique, tandis que sa famille proche se voit interdire d'exercer des fonctions politiques.
Le Majilis passe de 107 à 98 sièges, les neuf sièges élus indirectement par l'Assemblée des peuples — un organe constitué de délégués des assemblées régionales du peuple représentants les différents groupes ethniques du pays — étant abrogés. Son mode de scrutin, auparavant entièrement proportionnel plurinominal, devient mixte avec 70 % des sièges pourvus au scrutin proportionnel et 30 % au scrutin majoritaire.
Au Sénat, le nombre de sénateurs nommés par le président de la République passe de 15 à 10, dont 5 sur proposition de l'Assemblée des peuples. Le Sénat perd surtout son pouvoir de promulguer seul des lois, ne pouvant désormais que voter sur les textes présentés par le Majilis,.
Les présidents des provinces et les maires sont directement élus, comme les conseillers régionaux et les conseillers municipaux qui l'étaient déjà. Ils sont néanmoins préalablement filtrés par le président. Trois nouvelles provinces sont par ailleurs créées en dehors du processus référendaire, une décision qui prend effet le 8 juin, après le référendum.
Une Cour constitutionnelle est créée, composée de huit membres dont quatre juges et le président nommés par le président de la République, et trois juges nommés par le Parlement.
L'ensemble des juges du pays, des membres de la commission électorale, des hauts fonctionnaires et des militaires se voient interdits d'appartenance à un parti politique.
La peine de mort est abolie, et un poste de médiateur de la République est créé.
Noursoultan Nazarbaïev  se voit retirer son titre de Chef de la nation (Elbasy), qui lui garantissait l'immunité judiciaire.

## Conditions
Plusieurs conditions doivent être remplies pour qu'une révision de la Constitution soit validée en accord avec son article 91. Le projet doit réunir les votes favorables de la majorité absolue du total des votants — y compris les votes blancs et nuls — au niveau national ainsi que dans au moins deux tiers des 17 provinces et villes autonomes. De plus, le taux de participation national doit atteindre le quorum de la moitié des inscrits sur les listes électorales,.
La question posée est « Approuvez vous les amendements et les ajouts à la Constitution de la République du Kazakhstan contenus dans le projet de loi de la République du Kazakhstan "Sur les amendements et les ajouts à la Constitution de la République du Kazakhstan" publié dans les médias le 6 mai 2022 ? ».

## Résultats
| Choix                   | Votes         | %             |
| ----------------------- | ------------- | ------------- |
| Pour                    | 6 163 516     | 77,18         |
| Contre                  | 1 490 470     | 18,66         |
| Blancs et nuls          | 331 783       | 4,16          |
|                         |               |               |
| Régions pour            | 17 (✔12 / 17) | 17 (✔12 / 17) |
|                         |               |               |
| Votes valides           | 7 653 986     | 95,84         |
| Votes blancs            | 205 924       | 2,58          |
| Votes invalides         | 125 859       | 1,58          |
| Total                   | 7 985 769     | 100           |
| Abstention              | 3 748 873     | 31,95         |
| Inscrits/Participation  | 11 734 642    | 68,05         |
| Quorum de participation | ✔ 50 %        | ✔ 50 %        |

## Conséquences

Résultats par province.

Le référendum est approuvé à une très large majorité dans la totalité des régions et villes autonomes du pays, tandis que le taux de participation dépasse de loin les 50 %. Le vote ayant réuni toutes les conditions requises, la révision constitutionnelle entre en vigueur le 8 juin 2022,. 
À l'annonce des résultats, Kassym-Jomart Tokaïev promet de poursuivre les réformes démocratiques,.